# Ostankino-toren
De Ostankino-toren (Russisch: Останкинская телебашня, Ostankinskaja telebasjnja) is een vrijstaande radio-televisietoren in Moskou, Rusland. De toren is 540 m hoog. De toren werd ontworpen door Nikolaj Nikitin.
De constructie van de toren begon in 1963 en de oplevering was in 1967. De toren was de hoogste vrijstaande constructie gedurende 10 jaar, tot de CN Tower in Toronto, Canada voltooid werd. In 2003 schreven de media dat er een nieuwe antenne gemonteerd zou zijn, die de totale hoogte op 574 m zou brengen. De nieuwe antenne is echter even hoog als de vorige. Plannen voor een nieuwe antenne zijn er, maar de financiering is nog niet rond.

## Incidenten
Op 27 augustus 2000 was er een ernstige brand in de toren, hetgeen de televisie- en radio-uitzendingen voor de 18 miljoen Moskovieten onderbrak. Ook vielen 3 doden bij de brand doordat een lift naar beneden stortte. De brand brak uit door kortsluiting op een hoogte van 458 m, ongeveer 98 m boven het observatieplatform en het restaurant "De zevende hemel", met een volledige evacuatie van beide tot gevolg. Volgens Russische media duurde deze evacuatie tot 90 minuten na het ontstaan van de brand. Het enige televisiestation dat niet door de brand werd getroffen was de commerciële zender NTV, maar de overheid besliste dat de publieke omroep belangrijker was dan de commerciële en nam hun zendinstallatie over. De toren liep aanzienlijke schade op; pas na uitvoerige renovatiewerkzaamheden kon de mast weer opengesteld worden voor publiek.
Op 25 mei 2007 was er weer brand, ditmaal op een hoogte van 240 meter. Deze brand was veroorzaakt door laswerkzaamheden.